# 八栄鈴

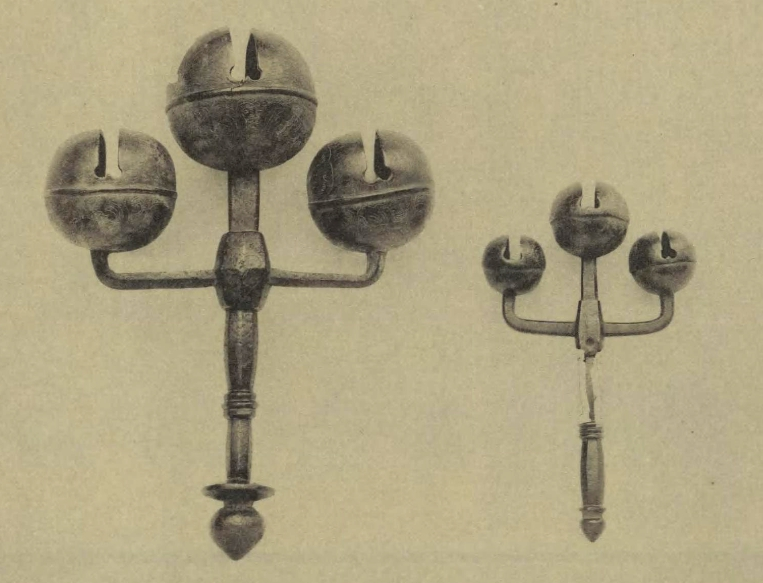
八栄の鈴

八栄鈴（）は、諏訪大社上社の神宝の一つ。弥栄鈴、八叫鈴とも表記される。

## 概要

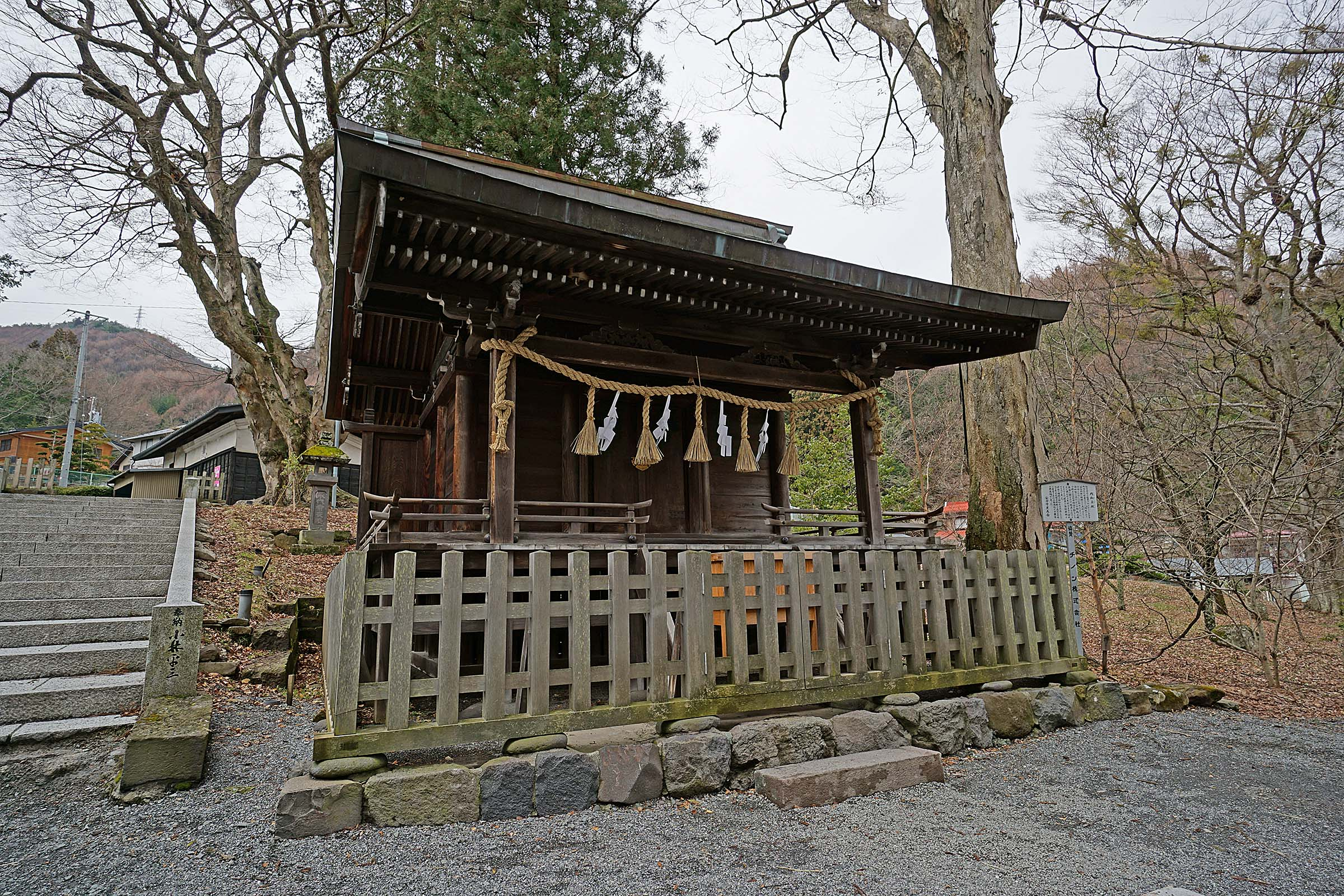
内御玉殿（諏訪大社上社前宮）

青銅製の鈴で、大小2つある。大は高さ24cm、横18.5cmで、鈴の直径は7cm（1個）と5cm（2個）。小は高さ17cm、横10cmで、鈴の径4cm（1個）と3cm（2個）。鈴の表面には宝相華文（唐草模様の一種）に似た毛彫りが施されていることから平安時代の作と推定されている。神楽舞に使われている鈴よりもはるかに重く、音も重厚である。
古くは他の神宝（真澄鏡など）とともに上社前宮（茅野市）境内にある内御玉殿（）に収められていたが、現在は上社本宮（諏訪市）の宝物殿に保管・展示されている。
かつては上社の大祝（）が毎年2回（3月巳の日と9月下旬の寅または申の日）、真澄鏡の前にこの鈴を鳴らし天下泰平の祈願をしたと言われている。

## 神話

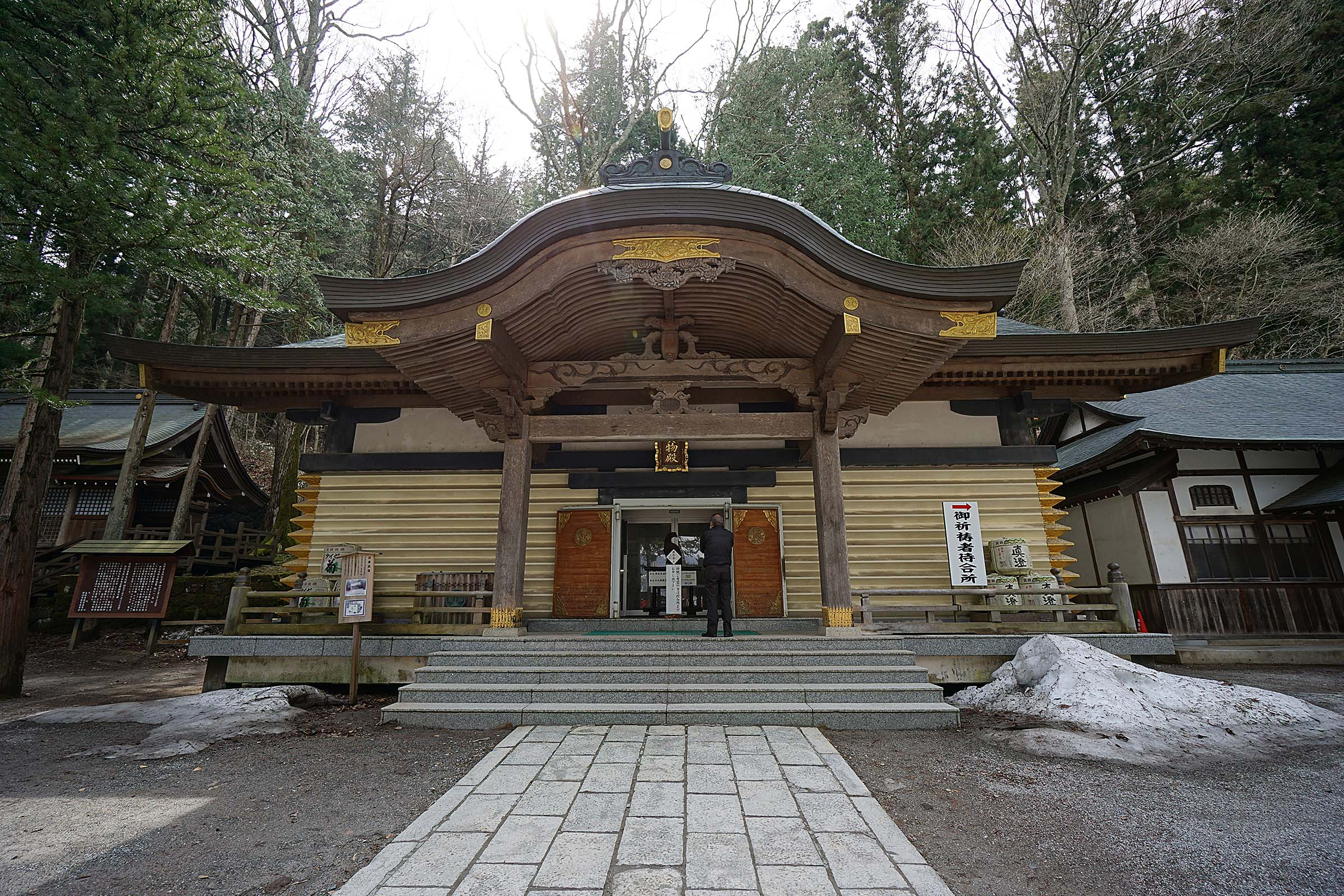
宝物殿（諏訪大社上社本宮）

伝承によると、諏訪上社の神宝は祭神である諏訪明神（建御名方神）の所持品である。
宝治3年（1249年）に書かれたと言われている『諏訪信重解状』によると、神宝（鏡・鈴・唐鞍・轡）を持参した諏訪明神は守屋山に天降り、先住の守屋大臣（洩矢神）の領地を手に入れようとした。
大明神天降給之刻、所令御随身之真澄鏡・八栄鈴並唐鞍・轡等在之、御鏡者数百歳之間、無陰曇、鈴者其音無替、毎年二ヶ度、大祝向彼鏡、振件鈴、致天下泰平之祈請、鞍・轡等其色不損、

（大明神天降り給ふの刻、御随身せしむる所の真澄鏡、八栄鈴、並に唐鞍、轡等之在り、御鏡は数百年の間陰曇り無く、鈴は其の音替るなし。毎年二ヶ度、大祝彼の鏡に向かひ、件の鈴を振り、天下泰平の祈請を致す。鞍轡等は其の色損せず。）—『諏訪信重解状』「御神宝物の事」（原漢文）
一方で、諏訪明神を天竺の王とする中世の説話によると、逆臣が王に対して反乱を起こした時、王が鈴を鳴らして8回天に身の潔白を訴えると四天王が反乱軍を成敗した。
大明神、昔天竺波提国の王たりし時、七月廿七日より同卅日に至るまで、鹿野苑に出で狩をせさせ給ひける時、美教といふ乱臣、忽ちに軍を率して王を害し奉らんとす。其の時、王金の鈴を振りて、蒼天に仰ぎて八度（たび）叫びてのたまはく、「我、今逆臣のために害せられんとす。狩る所の畜類、全く自欲のためにあらず。仏道を成ぜしめんがためなり。是もし天意に叶はば、梵天我をすくひ給へ」と。其の時、梵天二眼を以て是を見て、四大天王に勅して、金剛杖を執て、郡党を誅せしめ給ひにけり。（中略）
八叫（やさか）の鈴、則ち彼の国（天竺波提国を指すか）の霊宝を伝へて、今の神宝に用たる。—『諏方大明神画詞』「祭第六 秋下」
鎌倉時代末期に書かれた『陬波私注』にも「八叫鈴」が諏訪明神が天竺から携えた神宝の一つと数えられている。

### 考証
『信重解状』に見られる明神降臨神話と瓊々杵尊（天孫降臨）や饒速日命の天降り神話との類似点が指摘されている。明治時代まで諏訪上社の大祝が諏訪明神の神体、つまり生き神と見なされたことも天皇が現人神として神聖視されたこととも似ている。
鏡・鈴・馬具を持参して降臨する諏訪明神が、古墳時代末期に横穴石室古墳文化と飼馬技術を諏訪地方に持ってきた人々（諏訪上社の神氏と諏訪下社の金刺氏の祖先か）の姿と重なるという見解があるが、現存する上社の神宝のほとんどが奈良・平安時代のもので、時代が合わない。また、『信重解状』の内容や形式に不可解な点が多いため、宝治3年に書かれたものではなく後世の偽作とする見解もある。